# Carlinge Wisberg
Carlinge Wisberg, född 12 juni 1947 i Floda församling, Södermanlands län, är en svensk politiker (vänsterpartist). Han var ordinarie riksdagsledamot 1998–2002, invald för Östergötlands läns valkrets.
I riksdagen var han ledamot i socialförsäkringsutskottet 1998–1999. Han var även suppleant i arbetsmarknadsutskottet och socialutskottet.